# La Liga de 1944–45
A La Liga de 1944–45 foi a 14º edição da Primeira Divisão da Espanha de futebol. Com 14 participantes, o campeão foi o FC Barcelona.

## Classificação final
| Pos | Equipe                 | J  | V  | E | D  | GM | GS | SG  | Pts |
| --- | ---------------------- | -- | -- | - | -- | -- | -- | --- | --- |
| 1   | CF Barcelona           | 26 | 17 | 5 | 4  | 50 | 30 | 20  | 39  |
| 2   | Real Madrid            | 26 | 18 | 2 | 6  | 68 | 35 | 33  | 38  |
| 3   | Atlético Aviación      | 26 | 13 | 5 | 8  | 46 | 41 | 5   | 31  |
| 4   | Real Oviedo            | 26 | 13 | 5 | 8  | 50 | 48 | 2   | 31  |
| 5   | Valencia CF            | 26 | 12 | 6 | 8  | 61 | 35 | 26  | 30  |
| 6   | Atlético de Bilbao     | 26 | 14 | 2 | 10 | 54 | 41 | 13  | 30  |
| 7   | Real Gijón             | 26 | 9  | 6 | 11 | 42 | 46 | -4  | 24  |
| 8   | CD Castellón           | 26 | 10 | 4 | 12 | 43 | 50 | -7  | 24  |
| 9   | RCD Español            | 26 | 10 | 3 | 13 | 44 | 39 | 5   | 23  |
| 10  | Sevilla CF             | 26 | 9  | 4 | 13 | 52 | 49 | 3   | 22  |
| 11  | Real Murcia            | 26 | 7  | 5 | 14 | 40 | 58 | -18 | 19  |
| 12  | Granada CF             | 26 | 7  | 5 | 14 | 40 | 55 | -15 | 19  |
| 13  | CE Sabadell            | 26 | 6  | 5 | 15 | 30 | 67 | -37 | 17  |
| 14  | Deportivo de La Coruña | 26 | 5  | 7 | 14 | 36 | 62 | -26 | 17  |

|  | Classificado para a promoção de permanencia na Primeira Divisão |
|  | Descenso a Segunda División                                     |